# Güzelbahçe
Güzelbahçe là một huyện thuộc tỉnh İzmir, Thổ Nhĩ Kỳ. Huyện có diện tích 117 km² và dân số thời điểm năm 2007 là 19255 người, mật độ 165 người/km².